# Bahnstrecke Rom–Formia–Neapel
| Bahnhof Formia |                                                                        |                                                         |                                                            |
| Streckennummer (RFI): | 117 (Rom–Formia) 122 (Formia–Aversa–Neapel) 129 (Villa Literno–Napoli) |                                                         |                                                            |
| Kursbuchstrecke (IT): | 85                                                                     |                                                         |                                                            |
| Streckenlänge: | 214 km                                                                 |                                                         |                                                            |
| Spurweite: | 1435 mm (Normalspur)                                                   |                                                         |                                                            |
| Stromsystem: | 3 kV =                                                                 |                                                         |                                                            |
| |                                                                        |                                                         |                                                            |
| \| \| 0,000 \| Roma Termini Endstation \| Roma Termini Endstation \| \| \| \| von und nach Pescara sowie Neapel (Schnellfahrstrecke), \| \| \| \| \| nach Florenz und Florenz (Schnellfahrstrecke) \| \| \| \| \| von und nach Viterbo, nach Pisa und nach Fiumicino \| \| \| \| 4,257 \| Roma Casilina \| Roma Casilina \| \| \| \| \| \| \| \| \| \| nach Cassino, nach Frascati, nach Albano und nach Velletri \| \| \| 12,195 \| Torricola \| Torricola \| \| \| \| Grande Raccordo Anulare - Europastraße 80 \| \| \| \| 23,950 \| Pomezia-Santa Palomba \| Pomezia-Santa Palomba \| \| \| 33,500 \| Campoleone \| Campoleone \| \| \| \| nach Nettuno und nach Albano \| \| \| \| \| Albano–Nettuno \| \| \| \| 39,874 \| Carano seit 1941[1] \| Carano seit 1941[1] \| \| \| 49,780 \| Cisterna di Latina \| Cisterna di Latina \| \| \| 61,018 \| Latina \| Latina \| \| \| \| von Velletri bis 1958 \| \| \| \| 70,221 \| Sezze Romano \| Sezze Romano \| \| \| \| nach Priverno bis 1958 \| \| \| \| \| von Priverno bis 1985 \| \| \| \| 85,391 \| Priverno-Fossanova \| Priverno-Fossanova \| \| \| \| \| \| \| \| \| nach Terracina \| \| \| \| \| Mont’Orso (7531 m) \| \| \| \| 102,901 \| Monte San Biagio \| Monte San Biagio \| \| \| 109,616 \| Fondi-Sperlonga \| Fondi-Sperlonga \| \| \| \| Vivola (7321 m) \| \| \| \| 122,502 \| Itri bis 2009 Bahnhof[2] \| Itri bis 2009 Bahnhof[2] \| \| \| \| von Gaeta bis 1966 \| \| \| \| 128,423 \| Formia-Gaeta Endstation \| Formia-Gaeta Endstation \| \| \| 138,478 \| Minturno-Scauri \| Minturno-Scauri \| \| \| \| nach Sparanise alte Trasse bis 1943 \| \| \| \| \| Garigliano Grenze Latium-Kampanien \| \| \| \| \| Cellole \| \| \| \| \| Abz Cellole nach Sparanise neue Trasse (1949–1957) \| \| \| \| 153,456 \| Sessa Aurunca-Roccamonfina \| Sessa Aurunca-Roccamonfina \| \| \| 164,832 \| Falciano-Mondragone-Carinola \| Falciano-Mondragone-Carinola \| \| \| \| Volturno \| \| \| \| 173,090 \| Cancello Arnone \| Cancello Arnone \| \| \| \| \| \| \| \| 180,348 0,000 \| Villa Literno \| Villa Literno \| \| \| \| \| \| \| \| \| nach Napoli Gianturco \| \| \| \| 5,860 \| Albanova \| Albanova \| \| \| 9,556 \| San Marcellino-Frignano \| San Marcellino-Frignano \| \| \| \| nach Cancello \| \| \| \| \| von Foggia \| \| \| \| 14,335 178,320 \| Aversa \| Aversa \| \| \| \| siehe Bahnstrecke Napoli–Foggia \| \| \| \| 197,540 \| Napoli Centrale \| Napoli Centrale \| |                                                                        |                                                         |                                                            |
| Kopfbahnhof Streckenanfang | 0,000                                                                  | Roma Termini Endstation                                 | Roma Termini Endstation                                    |
| Abzweig geradeaus, nach links und von links |                                                                        | von und nach Pescara sowie Neapel (Schnellfahrstrecke), | von und nach Pescara sowie Neapel (Schnellfahrstrecke),    |
| Strecke |                                                                        | nach Florenz und Florenz (Schnellfahrstrecke)           | nach Florenz und Florenz (Schnellfahrstrecke)              |
| Abzweig geradeaus, nach rechts und von rechts |                                                                        | von und nach Viterbo, nach Pisa und nach Fiumicino      | von und nach Viterbo, nach Pisa und nach Fiumicino         |
| Bahnhof | 4,257                                                                  | Roma Casilina                                           | Roma Casilina                                              |
| Strecke von links · Abzweig geradeaus und nach rechts |                                                                        |                                                         |                                                            |
| Strecke nach links · Kreuzung geradeaus unten |                                                                        |                                                         | nach Cassino, nach Frascati, nach Albano und nach Velletri |
| Bahnhof | 12,195                                                                 | Torricola                                               | Torricola                                                  |
| |                                                                        | Grande Raccordo Anulare - Europastraße 80               |                                                            |
| Bahnhof | 23,950                                                                 | Pomezia-Santa Palomba                                   | Pomezia-Santa Palomba                                      |
| Bahnhof | 33,500                                                                 | Campoleone                                              | Campoleone                                                 |
| Abzweig geradeaus, nach rechts und ehemals nach links |                                                                        | nach Nettuno und nach Albano                            | nach Nettuno und nach Albano                               |
| Kreuzung geradeaus oben (Querstrecke außer Betrieb) |                                                                        | Albano–Nettuno                                          | Albano–Nettuno                                             |
| ehemaliger Haltepunkt / Haltestelle | 39,874                                                                 | Carano seit 1941                                        | Carano seit 1941                                           |
| Bahnhof | 49,780                                                                 | Cisterna di Latina                                      | Cisterna di Latina                                         |
| Bahnhof | 61,018                                                                 | Latina                                                  | Latina                                                     |
| Abzweig geradeaus und ehemals von links |                                                                        | von Velletri bis 1958                                   | von Velletri bis 1958                                      |
| Bahnhof | 70,221                                                                 | Sezze Romano                                            | Sezze Romano                                               |
| Abzweig geradeaus und ehemals nach links |                                                                        | nach Priverno bis 1958                                  | nach Priverno bis 1958                                     |
| Abzweig geradeaus und ehemals von links |                                                                        | von Priverno bis 1985                                   | von Priverno bis 1985                                      |
| Bahnhof | 85,391                                                                 | Priverno-Fossanova                                      | Priverno-Fossanova                                         |
| Abzweig geradeaus und nach links · Strecke von rechts |                                                                        |                                                         |                                                            |
| Kreuzung geradeaus oben · Strecke nach rechts |                                                                        | nach Terracina                                          | nach Terracina                                             |
| Tunnel |                                                                        | Mont’Orso (7531 m)                                      | Mont’Orso (7531 m)                                         |
| Bahnhof | 102,901                                                                | Monte San Biagio                                        | Monte San Biagio                                           |
| Bahnhof | 109,616                                                                | Fondi-Sperlonga                                         | Fondi-Sperlonga                                            |
| Tunnel |                                                                        | Vivola (7321 m)                                         | Vivola (7321 m)                                            |
| Haltepunkt / Haltestelle | 122,502                                                                | Itri bis 2009 Bahnhof                                   | Itri bis 2009 Bahnhof                                      |
| Abzweig geradeaus und ehemals von rechts |                                                                        | von Gaeta bis 1966                                      | von Gaeta bis 1966                                         |
| Bahnhof | 128,423                                                                | Formia-Gaeta Endstation                                 | Formia-Gaeta Endstation                                    |
| Bahnhof | 138,478                                                                | Minturno-Scauri                                         | Minturno-Scauri                                            |
| Abzweig geradeaus und ehemals nach links |                                                                        | nach Sparanise alte Trasse bis 1943                     | nach Sparanise alte Trasse bis 1943                        |
| Grenze auf Brücke über Wasserlauf |                                                                        | Garigliano Grenze Latium-Kampanien                      | Garigliano Grenze Latium-Kampanien                         |
| ehemaliger Haltepunkt / Haltestelle |                                                                        | Cellole                                                 | Cellole                                                    |
| Abzweig geradeaus und ehemals nach links |                                                                        | Abz Cellole nach Sparanise neue Trasse (1949–1957)      | Abz Cellole nach Sparanise neue Trasse (1949–1957)         |
| Bahnhof | 153,456                                                                | Sessa Aurunca-Roccamonfina                              | Sessa Aurunca-Roccamonfina                                 |
| Bahnhof | 164,832                                                                | Falciano-Mondragone-Carinola                            | Falciano-Mondragone-Carinola                               |
| Brücke über Wasserlauf |                                                                        | Volturno                                                | Volturno                                                   |
| Bahnhof | 173,090                                                                | Cancello Arnone                                         | Cancello Arnone                                            |
| |                                                                        |                                                         |                                                            |
| Bahnhof | 180,348 0,000                                                          | Villa Literno                                           | Villa Literno                                              |
| |                                                                        |                                                         |                                                            |
| Abzweig geradeaus und nach rechts |                                                                        | nach Napoli Gianturco                                   | nach Napoli Gianturco                                      |
| Haltepunkt / Haltestelle | 5,860                                                                  | Albanova                                                | Albanova                                                   |
| Bahnhof | 9,556                                                                  | San Marcellino-Frignano                                 | San Marcellino-Frignano                                    |
| Abzweig geradeaus und nach links |                                                                        | nach Cancello                                           | nach Cancello                                              |
| Abzweig geradeaus und von links |                                                                        | von Foggia                                              | von Foggia                                                 |
| Bahnhof | 14,335 178,320                                                         | Aversa                                                  | Aversa                                                     |
| |                                                                        | siehe Bahnstrecke Napoli–Foggia                         |                                                            |
| Kopfbahnhof Streckenende | 197,540                                                                | Napoli Centrale                                         | Napoli Centrale                                            |

Die Bahnstrecke Rom–Formia–Neapel ist Teil der traditionellen Nord-Süd-Verbindung des italienischen Eisenbahnnetzes. Sie wurde 1927 als eine schnellere Verbindung und Alternative zu der Bahnstrecke Rom–Cassino–Neapel eröffnet und ermöglichte erheblich reduzierte Reisezeiten.

## Geschichte
Probleme mit der Bahnstrecke Rom–Cassino–Neapel führten schon 1871 zu Vorschlägen für den Bau einer neuen Linie entlang der Küste. Die von der Società Pio Latina errichtete Bahnstrecke über Cassino war nicht als eine direkte Verbindung mit Neapel konzipiert, sondern dazu bestimmt, die kleineren Orte entlang der Strecke zu erschließen. Dies hatte streckenweise eine stark gewundene Trasse zur Folge, die besonders im Tal Sacco störanfällig durch Erdrutsche und Hochwasser war. Die alte Strecke wurde zudem gebaut, um die küstennahen Pontinischen Sümpfe, damals ein erhebliches Hindernis, zu vermeiden. Das Ergebnis dieser Route war eine Strecke mit Steigungen und Gefällen, die für die damals verwendeten Dampflokomotiven problematisch waren.
Der Bau einer Küstenstrecke wurde am 29. Juli 1879 durch Gesetz unter der Maßgabe beschlossen, dass sie Anschlüsse an die Bahnstrecken Terracina–Priverno und Gaeta–Formia–Sparanise erhielt. Die Verpflichtung wurde durch ein Gesetz vom 5. Juli 1882 bestätigt. Das Projekt war stets umstritten: Es wurde seitens der Eisenbahner unterstützt, etwa von Eisenbahn-Ingenieuren wie Alfredo Cottrau. Es stand aber in der Kritik bei Politikern, wie beispielsweise Francesco Saverio Nitti.
Der endgültige Plan zum Bau der Strecke wurde so erst 1902 ausgearbeitet und dann im Jahr 1905 genehmigt. Die Verantwortung für das Projekt wurde von den Ferrovie dello Stato übernommen. Der Bau begann 1907, dauerte aber bis 1927, da mehreren lange Tunnel erforderlich waren, etwa die Tunnel Monte Orso und Vivola, die beide etwa 7,5 km lang sind.
Ab Villa Literno zweigte ab der Hauptbahn eine Zweigstrecke, die unterirdisch durch die Stadt Neapel geführt wurde. Auf diesem mit Stromschiene elektrifizierten Abschnitt wurde ein S-Bahnartiger Stadtverkehr (Servizio ferroviario metropolitano di Napoli) eingerichtet.

## Streckenverlauf
Die Bahnstrecke fädelt im Süden Roms, etwa im Stadtviertel Quadraro, aus der Altbaustrecke nach Neapel aus, und verläuft Richtung Aprilia, das dann weit nördlich bei Campoleone passiert wird, westlich der Albaner Berge und in der Pontinischen Ebene. Geradlinig südostwärts trassiert, erreicht die Strecke bei Sezze den Westfuß der Monti Lepini, dem sie bis zum Bahnhof Fossanova folgt. Mit dem nun folgenden Tunnel von Mont’Orso werden die Monti Aurunci Richtung der Ebene von Fondi zum ersten Mal durchbohrt, die zweite Durchtunnelung erfolgt südöstlich von Forti mit dem Vivola Tunnel unter Itri. Nun wird in deutlicher Hanglage der Monte über Formia (fast) der Golf von Gaeta erreicht und in weiterer Folge geradlinig in der Küstenebene – deutlich hinter der Küstenlinie – bis Villa Literno gelangt. Hier zweigt die Bahnstrecke Villa Literno–Napoli Gianturco ab, die als Alternative ins Stadtzentrum von Neapel gebaut wurde.
Ab Villa Literno hält sich die Bahnstrecke deutlich nördlich der Phlegräischen Felder und durchmisst eine dichtbebebaute Siedlungskette (Aversa, Casoria, Afragola). Ab Aversa ist die Strecke mit der Bahnstrecke Neapel–Foggia vereint und bei Poggioreale gesellen sich Strecken von Rom und Salerno dazu. Schließlich wird der Hauptbahnhof, Napoli Centrale, erreicht.